# Hoogstraalia turdella
Hoogstraalia turdella är en loppart som beskrevs av Hamilton Paul Traub 1951. Hoogstraalia turdella ingår i släktet Hoogstraalia och familjen Pygiopsyllidae. Inga underarter finns listade i Catalogue of Life.